# Ministerium für Umwelt, Klimawandel und natürliche Ressourcen (Gambia)
Das Ministerium für Umwelt, Klimawandel und natürliche Ressourcen (Ministry of Environment, Climate Change and Natural Resources, MECCNAR), oder kurz Umweltministerium, ist ein Ministerium der Regierung des westafrikanischen Staates Gambia.

## Lage und Beschreibung
Der Sitz des Ministeriums liegt in der Hauptstadt Banjul an der Marina Parade.
Das Umweltministerium ist verantwortlich für die Forstwirtschaft und zu Fragen zum Umweltschutz, des Klimawandel und Natürliche Ressource. Weiter ist das Ministerium über das Department of Parks and Wildlife Management (GDPWM) für die Nationalparks des Landes verantwortlich.

## Untergeordnete Organisationen
- Department of Parks and Wildlife Management
- Department of Forestry
- Department of Parks and Wildlife
- Department of Conservation
- National Environment Agency

## Geschichte
Es ist verantwortlich für die Forstwirtschaft und gilt als Umweltministerium, es wurde als „Department of Forestry & the Environment“ (DOFE) im Jahr 1976 geschaffen. Ältere Ursprünge der Behörde für das Forstwesen gehen auf das Jahr 1939 zurück.
Bis Mitte 2009 lautete die Bezeichnung Gambia Department of State for Forestry & the Environment (DoSFE). Bis zur Ernennung der jetzigen Ministerin im Mai 2022 hieß es Ministry of Forestry, Environment, Climate Change and Natural Resources.

## Leitung
Umweltminister (Minister of Environment, Climate Change and Natural Resources) ist seit dem 15. Mai 2022 Rohey John Manjang. Sie folgte auf  Lamin B. Dibba, der das Amt im Februar 2017 übernommen hatte.